# Ситник Микола Петрович
Микола Петрович Ситник (нар. 19 січня 1936, м. Глухів Чернігівської області (нині Шосткинського району Сумської області) — український інженер та винахідник, Заслужений винахідник Української РСР, доктор технічних наук, доктор будівництва, дійсний член, член президії та керівник галузевого відділення Академії будівництва України, академік Національної академії наук України та Підйомно-транспортної академії наук України, директор ТОВ «Науково-технічний центр «Монтажспецтехніка».

## Життєпис

### Народження та трудова діяльність
Микола Ситник народився 1936 року в м. Глухові на Сумщині. Закінчив Глухівську середню школу № 3. У другій половині 1950-х років він навчався в Українській сільськогосподарській академії, яку закінчив із відзнакою за спеціальністю «Машини і механізми лісової промисловості». Після закінчення вишу рік працював інженером київського заводу «Будшляхмаш». Потім перейшов до Державного спеціального конструкторського бюро із сільгоспмашин, де трудився протягом семи років. Починаючи з 1967 року Микола Ситник довгий час працював в інституті «Укрспецмонтажпроект» Міністерства монтажних і спеціальних будівельних робіт Української РСР.
Спочатку обіймав посаду головного конструктора, а згодом був призначений заступником директора — головним конструктором інституту. 1993 року перейшов до Науково-виробничої фірми «Винахідник ЛТД», де обіймав посаду директора. З 1995 року Микола Ситник працював генеральним директором спільного українсько-російського підприємства ЗАТ «Монтажспецтехніка». 2005 року він очолив ТОВ "Науково-технічний центр «Монтажспецтехніка».

### Винаходи та новації
Микола Ситник має 92 авторські свідоцтва про винаходи, які одержав за часів Радянського Союзу. Ще 15 патентів - за період незалежності України. Вони стосуються, головним чином, галузі створення гідравлічних підйомних установок для спеціальних монтажних робіт у будівельній справі. Також фахівець, перебуваючи у складі творчих колективів різних науково-дослідних установ та організацій, разом з колегами вирішували найскладніші проблеми зі створення нової техніки для будівельного комплексу. Він підготував чотири раціоналізаторські винаходи для розробки нової технології будівництва суцільнозварної вежі Київського телецентру. Спільно з провідними спеціалістами Інституту електрозварювання імені Є. О. Патона та Інституту «Укрпроектстальконструкція» було використано новий метод підрощування та застосуванням спеціального устаткування для його здійснення.
Для створення літака АН-124 («Руслан») Микола Ситник упровадив шість винаходів, розробивши нові технології та устаткування для монтажу металевих конструкцій будівельного комплексу об'єктів. За цими результатами фахівця було нагороджено Грамотою Президії Верховної Ради Української РСР (Указ від 24 червня 1983 р.) Наступного року йому та групі авторів присуджено Державну премію СРСР в галузі науки і техніки.
За впроваджені винаходи 1988 року Миколі Ситнику було присвоєно почесне звання «Заслужений винахідник Української РСР»..
За розробку наукових основ та принципів побудови експлуатаційно надійних конструкцій магістральних електромереж з освоєнням їх виробництва Миколі Ситнику разом з групою авторів Указом Президента України від 14 грудня 2002 року присуджено Державну премію України у галузі науки і техніки.
2009 року за розроблення нормативно-правових документів з виготовлення, експлуатації, експертного обстеження та ремонту підіймальних споруд і будівельних машин Миколі Скрипнику разом з групою фахівців була присуджена премія Академії будівництва України імені М. С. Буднікова.

## Громадська діяльність
Микола Ситник — член ради та член президії Сумського земляцтва, член Глухівського земляцтва, член редакції наукового журналу «Винахідник і раціоналізатор».

## Нагороди та звання
- орден «Знак Пошани» (1976);
- орден Богдана Хмельницького (2003);
- Заслужений винахідник Української РСР (1988);
- Грамота Президії Верховної Ради Української РСР (1983);
- Державна премія СРСР в галузі науки і техніки (1984).
- Державна премія України в галузі науки і техніки (2002);
- Почесний громадянин Глухова (2008).